# Supercupa Europei 1978
Supercupa Europei 1978 a fost un meci de fotbal jucat în două manșe între Liverpool din Anglia și Anderlecht din Belgia. Anderlecht a câștigat cu 4-3 la general.

## Detalii

### Prima manșă
| RSC Anderlecht                                   | 3 – 1 | Liverpool |
| ------------------------------------------------ | ----- | --------- |
| Vercauteren 17' Van Der Elst 38' Rensenbrink 87' |       | Case 27'  |

| ANDERLECHT:                                         |    |                       |
|                                                     |    |                       |
| P                                                   | 1  | Nico De Bree          |
| F                                                   | 2  | François Van der Elst |
| F                                                   | 3  | Hugo Broos            |
| F                                                   | 4  | Johnny Dusbaba        |
| F                                                   | 5  | Jean Thissen          |
| M                                                   | 6  | Franky Vercauteren    |
| A                                                   | 7  | Benny Nielsen         |
| M                                                   | 8  | Ruud Geels            |
| M                                                   | 9  | Arie Haan             |
| M                                                   | 10 | Ludo Coeck            |
| A                                                   | 11 | Rob Rensenbrink       |
| Rezerve:                                            |    |                       |
| Antrenor:                                           |    |                       |
| Raymond Goethals Omul meciului: Arbitrii asistenți: |    |                       |

| LIVERPOOL:  |    |                  |  |     |
|             |    |                  |  |     |
| P           | 1  | Ray Clemence     |  |     |
| F           | 2  | Phil Neal        |  |     |
| F           | 3  | Alan Kennedy     |  |     |
| F           | 4  | Emlyn Hughes     |  |     |
| M           | 5  | Ray Kennedy      |  |     |
| F           | 6  | Alan Hansen      |  |     |
| A           | 7  | Kenny Dalglish   |  |     |
| M           | 8  | Jimmy Case       |  |     |
| A           | 9  | David Johnson    |  | 54' |
| M           | 10 | Terry McDermott  |  |     |
| M           | 11 | Graeme Souness   |  |     |
| Rezerve:    |    |                  |  |     |
| A           | 12 | David Fairclough |  |     |
| P           | 13 | Steve Ogrizovic  |  |     |
| M           | 14 | Steve Heighway   |  | 54' |
| M           | 15 | Sammy Lee        |  |     |
| F           | 16 | Brian Kettle     |  |     |
| Antrenor:   |    |                  |  |     |
| Bob Paisley |    |                  |  |     |

### A doua manșă
| Liverpool                 | 2 – 1 | RSC Anderlecht   |
| ------------------------- | ----- | ---------------- |
| Hughes 13' Fairclough 87' |       | Van Der Elst 71' |

| LIVERPOOL:                                     |    |                  |
|                                                |    |                  |
| P                                              | 1  | Ray Clemence     |
| F                                              | 2  | Phil Neal        |
| F                                              | 3  | Emlyn Hughes     |
| F                                              | 4  | Phil Thompson    |
| M                                              | 5  | Ray Kennedy      |
| F                                              | 6  | Alan Hansen      |
| A                                              | 7  | Kenny Dalglish   |
| M                                              | 8  | Jimmy Case       |
| A                                              | 9  | David Fairclough |
| M                                              | 10 | Terry McDermott  |
| M                                              | 11 | Graeme Souness   |
| Rezerve:                                       |    |                  |
| A                                              | 12 | David Johnson    |
| P                                              | 13 | Steve Ogrizovic  |
| M                                              | 14 | Steve Heighway   |
| M                                              | 15 | Sammy Lee        |
| F                                              | 16 | Brian Kettle     |
| Antrenor:                                      |    |                  |
| Bob Paisley Omul meciului: Arbitrii asistenți: |    |                  |

| ANDERLECHT:      |    |                       |        |
|                  |    |                       |        |
| P                | 1  | Nico De Bree          |        |
| F                | 2  | Gilbert Van Binst     |        |
| F                | 3  | Matthijs Van Toorn    |        |
| F                | 4  | Johnny Dusbaba        |        |
| F                | 5  | Jean Thissen          |        |
| M                | 6  | Franky Vercauteren    |        |
| A                | 7  | François Van der Elst |        |
| M                | 8  | Ruud Geels            |        |
| M                | 9  | Arie Haan             |        |
| M                | 10 | Ludo Coeck            |        |
| A                | 11 | Rob Rensenbrink       |        |
| Rezerve:         |    |                       |        |
| FW               |    | Ronny Martens         | Intrat |
| Antrenor:        |    |                       |        |
| Raymond Goethals |    |                       |        |

| Supercupa Europei 1978     |
| -------------------------- |
| Belgia                     |
| Anderlecht Al doilea titlu |